# Myriophyllum alterniflorum

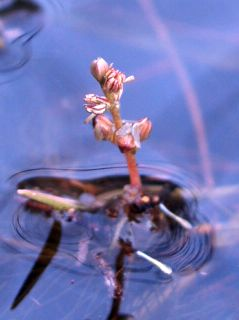
Vista de la planta

Myriophyllum alterniflorum es una hierba acuática de la familia de las haloragáceas.

## Descripción
Difiere de Myriophyllum spicatum en tener espigas florales más cortas de no más de 3 cm y ápice inclinado en botón, y flores superiores solitarias u opuestas, no en verticilos; flores femeninas verticiladas sólo en la base. Pétalos amarillos, con venas rojas. Florece a final de primavera y en verano.

## Hábitat
Charcas, ríos.

## Distribución
Principalmente en el norte, oeste y centro de Europa.

## Taxonomía
Myriophyllum alterniflorum fue descrita por  Augustin Pyrame de Candolle y publicado en Flore Française. Troisième Édition 5: 529–530. 1815.
Etimología
Myriophyllum: nombre genérico que deriva del griego "myri" y que significa (demasiado para contar) y "phyll" (hoja).
alterniflorum: epíteto latíno que significa "con flores alternas".

## Nombres comunes
- Castellano: ovas, ovas de río.[4]